# Kusatsu (Gunma)
Kusatsu (草津町?) è una cittadina giapponese della prefettura di Gunma.